# Widad Juventud
Maillots
Le Wydad Athletic Juventud (en arabe : شباب الوداد الرياضي), plus couramment abrégé en Wydad Juventud, est un club marocain de football fondé le 14 mai 1950 et basé dans la ville de Tanger. Évoluant en Botola Amt2.

## Histoire

### Histoire footballistique a Tanger
L'histoire footballistique en nord du Maroc généralement et à Tanger spécialement remonte à l'époque coloniale, les clubs qui étais fondés uniquement par les colons espagnoles dans la ville :
- Unión Tangerina, club fondé en 1919
- Unión Deportiva España, club fondé en 1936
- Unión Deportiva Sevillana, club fondé en 1938
- CD Alcazaba Tánger, club fondé en 1950
- FC Iberia, club fondé en 1953

Mais y avait aussi le Moghreb de Tanger (fondé en 1919) et le Hilal de Tanger (fondé en 1925) qui étais les seuls clubs crées par un mixte des colons espagnoles et citoyens marocains de la ville de Tanger.
Ces équipes ont disputé la Première division autonome de Melilla qui fait partie de la cinquième division de la Liga, sauf deux clubs qui ont faits leurs débuts avec des matchs amicaux locaux jusqu'ils ont réussis l'entrée à la division d'élite du Championnat du Maroc, ce ne sont que le Moghreb de Tanger et le Hilal de Tanger, grâce aux marocains de leurs comités qui ont adressés la Ligue du Maroc de Football Association (LMFA), cette dernière a accepté les demandes des deux clubs tangérois, et c'est de ce fut que ces deux clubs ont joués leurs 1re saison footballistique sous le drapeau marocain, bien qu'ils eussent du mal à se déplacer pour affronter les autres clubs de la Botola Pro1 à cause des moyens, après 3 saisons (1929/30, 1930/31 et 1931/32), ils étaient obligés malheureusement de quitter le championnat marocain après, et c'est de ce fut que la LMFA avait créé une nouvelle compétition pour les clubs marocains du nord, nommée Coupe du Nord (baptisé Coupe du Khalifa), puisque les comités des deux clubs ont refusés de rejoindre les autres clubs des colons espagnoles sous la Fédération royale espagnole de football pour participer au groupe régional du championnat espagnole amateur.
Et pour voir le premier club fondé uniquement par des mMarocains à Tanger, il a fallu donc attendre jusqu'au 14 mai 1950, jour de la fondation du Wydad Athletic Juventud (WAJ) après que des citoyens marocains étaient en train de célébrer le 3e sacre du championnat du Maroc réalisé par le club de la nation, Wydad Athletic Club, ils ont eu alors l'idée de créer un club avec le même nom à Tanger.
Pour faire partie au championnat marocain, il a fallu donc attendre jusqu'à l'arrivée de l'indépendance en avril 1956 où les clubs du nord étaient invités à participer à la Coupe de l'Indépendance, compétition qui s'est faite pour célébrer l'indépendance du nord marocain (pas tout le nord malheureusement) et aussi pour donner la chance aux nouveaux clubs qui n'ont jamais joué dans les différentes divisions de la botola.

### Histoire du club
Le Wydad Athletic Juventud de Tanger est alors un club sportif marocain de football basé à Tanger, fondé le 14 mai en 1950, évoluant aujourd'hui au Championnat du Maroc - Division Amateurs 2.
Considéré comme le 1er club fondé par les Marocains en nord du royaume, le WAJ est l'un des clubs marocains les plus historiques, connu au cours de sa longue histoire par l'importance dont il a attribué aux jeunes joueurs, en effet, il est devenu actuellement une école de foot dominant la région Nord-Ouest du pays, notamment pour les derniers dix ans où il enrichit le football marocain par des talents d'excellence traduisant l'efficace politique du club au niveau de la formation et l'encadrement des joueurs. Depuis sa création, le club suit sa démarche vers le bien de football malgré les obstacles qui menacent ses ambitions.
Finalement et parmi toutes les équipes tangéroises fondées à l'aube de l'indépendance, seul le Wydad Juventud (créé en 1950) a pu résister et assurer sa présence et par conséquent, il est considéré comme l'équipe la plus ancienne de Tanger encore en activité.

## Galerie

Carte du colonisation espagnol au nord du Maroc en 1955.